# Jakub Vogler
Jakub Vogler (?-1778), též Jakob Vogler, byl františkán působící v českých zemích a české řádové provincii svatého Václava. Podle svého současníka Vigilia Greidera zaznamenávacího historii františkánů ve střední Evropě byl „odevzdaným knězem“. Podnětem k tomuto úsudku mu mohlo být aktivní pastorační působení Voglera mimo klášter v obtížných či problémových oblastech. Blíže o této činnosti víme, že bratr Jakub zemřel ve službě nemocným vojákům. Životní pouť takto ukončil 26. prosince 1778 v Plzni.
Františkán Jakub Vogler byl autorem tiskem vydaných osmidenních duchovních cvičení pro řeholníky: Octava sacra usui et utilitati religiosorum sacris exercitiis vacantium. Knihu v praktickém kapesním formátu vytiskl příznivec františkánů a kapucínů, brněnský tiskař Emanuel Svoboda v roce 1773.